# Amor, vida de mi vida
Aria o Romanza para barítono de la zarzuela "Maravilla", estrenada en Madrid el 12 de abril de 1941 con música de Federico Moreno Torroba y letra de Antonio Quintero y Jesús María de Arozamena. Esta es una de las arias más conocidas e interpretadas en la lírica española y popularizada a nivel internacional por haber sido incluida en el repertorio de Los Tres Tenores, en la voz de Plácido Domingo.

## Letra
«Adiós» dijiste; «se va mi vida».
Llorar quisiste por un amor que hay que olvidar.
¡Te vas riendo y yo me muero!
Mi dolor es saber que no puedes llorar.

Amor, vida de mi vida,
¡qué triste es decirse adiós!
Te llevas la juventud
de este querer sin redención.

Amor que por el camino,
no puedes volver atrás,
te ríes cuando sientes
deseos de llorar.
Y pensar que te amé con alma y vida;
hoy te quieres burlar de mi dolor. 
Este amor que soñé no lo puedo callar.
Fueron falsas palabras; mentiste mil veces tu amor, mujer.

¡Adiós, mi bien!, ¡ah, adiós!